# Iona nigrovittata
Espèce
Synonymes
- Erasmia nigrovittata Keyserling, 1882

Iona nigrovittata, unique représentant du genre Iona, est une espèce d'araignées aranéomorphes de la famille des Salticidae.

## Distribution
Cette espèce est endémique des Tonga.

## Description
La femelle holotype mesure 4,2 mm.

## Systématique et taxinomie
Cette espèce a été décrite sous le protonyme Erasmia nigrovittata par Keyserling en 1882. Le nom Erasmia Keyserling, 1882 étant préoccupé par Erasmia Hope, 1840, il est remplacé par Iona par Peckham et Peckham en 1886.

## Publication originale
- Keyserling, 1882 : Die Arachniden Australiens. Nürnberg, vol. 1, p. 1325-1420 (texte intégral).